# Pamianthe
Pamianthe, manji rod jednosupnica iz porodice zvanikovki. Pripadaju mu dvije južnoameričke vrste, to su P. parviflora iz Ekvadora i P. peruviana iz Perua i Bolivije.
Nekada član bivšeg tribusa Clinantheae.

## Vrste
1. Pamianthe parviflora Meerow
2. Pamianthe peruviana Stapf